# Welsh Premier League 2004-2005
L'edizione 2004-05 della Welsh Premier League vide la vittoria finale della Total Networks Solutions di Llansantffraid.
Capocannoniere del torneo fu Marc Lloyd-Williams (TNS Llansantffraid), con 34 reti.

## Classifica finale
|    | Classifica           | G  | V  | N  | P  | GF | GS | Dif | Pt |
| -- | -------------------- | -- | -- | -- | -- | -- | -- | --- | -- |
| 1  | TNS Llansantffraid   | 34 | 23 | 9  | 2  | 83 | 25 | 58  | 78 |
| 2  | Rhyl                 | 34 | 23 | 5  | 6  | 70 | 31 | 39  | 74 |
| 3  | Bangor City          | 34 | 20 | 7  | 7  | 73 | 44 | 29  | 67 |
| 4  | Haverfordwest County | 34 | 17 | 12 | 5  | 50 | 28 | 22  | 63 |
| 5  | Caersws              | 34 | 19 | 5  | 10 | 67 | 39 | 28  | 62 |
| 6  | Carmarthen Town      | 34 | 17 | 10 | 7  | 60 | 34 | 26  | 61 |
| 7  | Cwmbran Town         | 34 | 15 | 8  | 11 | 52 | 47 | 5   | 53 |
| 8  | Aberystwyth Town     | 34 | 15 | 8  | 11 | 45 | 40 | 5   | 53 |
| 9  | Welshpool Town       | 34 | 14 | 9  | 11 | 55 | 46 | 9   | 51 |
| 10 | Newtown              | 34 | 13 | 7  | 14 | 49 | 55 | -6  | 46 |
| 11 | Porthmadog           | 34 | 11 | 12 | 11 | 38 | 39 | -1  | 45 |
| 12 | Connah's Quay Nomads | 34 | 9  | 9  | 16 | 48 | 58 | -10 | 36 |
| 13 | Port Talbot Town     | 34 | 6  | 11 | 17 | 36 | 49 | -13 | 29 |
| 14 | Llanelli             | 34 | 8  | 5  | 21 | 42 | 84 | -42 | 29 |
| 15 | Caernarfon Town      | 34 | 7  | 7  | 20 | 28 | 72 | -44 | 28 |
| 16 | Airbus UK            | 34 | 5  | 9  | 20 | 36 | 76 | -40 | 24 |
| 17 | NEWI Cefn Druids     | 34 | 5  | 7  | 22 | 30 | 72 | -42 | 22 |
| 18 | Afan Lido            | 34 | 6  | 6  | 22 | 29 | 52 | -23 | 24 |

### Verdetti
- The New Saints Campione del Galles 2004-05.
- Afan Lido retrocesso.